# 89 (szám)
A 89 (római számmal: LXXXIX) a 88 és 90 között található természetes szám.

## A szám a matematikában
A tízes számrendszerbeli 89-es a kettes számrendszerben 1011001, a nyolcas számrendszerben 131, a tizenhatos számrendszerben 59 alakban írható fel.
A 89 páratlan szám, prímszám, kanonikus alakja 891, normálalakban a 8,9 · 101 szorzattal írható fel. Két osztója van a természetes számok halmazán, ezek növekvő sorrendben: 1 és 89.
A 89 Fibonacci-szám, így Fibonacci-prím. Az Eisenstein-egészek körében Eisenstein-prím. Mersenne-prímkitevő.
Chen-prím.
Pitagoraszi prím.
Markov-szám.
Bár a 89 nem tízes számrendszerbeli Lychrel-szám, ritkaság, hogy a megfordít-és-összead folyamat 24 iterációjára van szükség az első palindromszám eléréséhez. Az első 10 000 szám közül egyetlen olyan számhoz sincs szükség ilyen sok iterációra, amiről tudjuk, hogy nem Lychrel-szám. Az elért palindrom is szokatlanul nagy.
A 89 öt szám valódiosztóösszeg-függvényeként áll elő, ezek a 171, 415, 1207, 1711 és 1927.

## A tudományban
- A periódusos rendszer 89. eleme az aktínium.

## Egyéb területeken
- A 89 bináris alakja, a 01011001 az Ayreon 2008-ban megjelent albumának címe.